# 必列者窩打 (南澳州)
必列者窩打又譯橋水，是南澳州阿德萊德山區的一個小鎮、位於阿德萊德以東南地帶。
必列者窩打曾經有鐵路服務，為必列者窩打線的終點站，在1987年停止運作。鐵路在1995年轉換成標準鐵軌，成為阿德萊德至墨爾本鐵路的一部份；惟沒有列車再停靠必列者窩打站，其後更被拆卸。對外主要道路包括東南公路、白加山道。

## 歷史
必列者窩打舊稱覺士河（Cox Creek）。1837年12月，探險家羅伯特·庫克（Robert Cock）探索阿德萊德東南部，將其中一條河流及鄰近地區命名為覺士河。其後，詹姆斯·艾迪生（James Addison）在覺士河經營一間名為必列者窩打酒店（Bridgewater Hotel）。